# Skórzewscy herbu Drogosław
Skórzewscy – polska rodzina szlachecka osiadła na Kujawach i w Wielkopolsce, pieczętująca się herbem Drogosław.
Początki rodu źródła datują na XIV wiek. Andrzej Skórzewski (zm. ok. 1726), generał-major wojsk koronnych, był zwolennikiem króla Stanisława Leszczyńskiego i wielkopolskim marszałkiem konfederacji tarnogrodzkiej. Na początku XIX stulecia ród Skórzewskich doszedł do wysokich urzędów i pozycji, czego podkreśleniem był tytuł hrabiowski dla obu linii i dwie ordynacje rodowe.

## Linia starsza (od Michała Skórzewskiego) – właścicieleCzerniejewaoraz, od 1903 roku, Lubostronia i Łabiszyna

Herb Drogosław

Ordynacja powstała w 1846 roku z inicjatywy hr. Rajmunda Skórzewskiego z siedzibą w Czerniejewie. W roku 1912 ginie Witold Stefan, założyciel podwarszawskiej miejscowości letniskowej w Konstancinie, a rok później jego brat Włodzimierz – w ten sposób w ciągu roku syn Witolda – Zygmunt otrzymuje prawa do obu ordynacji.
- Michał (1707–1789)
  - Józef Ignacy (1757–1809)
    - Ignacy Tadeusz (1790–1859)
      - Stanisław Medard Józef (1833–1857)
      - Mieczysław Bernard Jan (1834–1857)
      - Antoni Jan Marcin (1839–1888)

    - Hilary January (1792–1837)
    - Rajmund Józef Jan (1791–1859) – I ordynat
      - Zygmunt Michał Aleksy (1828–1901) – II ordynat
        - Włodzimierz Aleksy Józef (1858–1913) – III ordynat
        - Witold Stefan (1864–1912) – I ordynat na Łabiszynie
          - Zygmunt Włodzimierz Skórzewski (1894–1974) – IV ordynat oraz II ordynat na Łabiszynie
            - Leon Witold Karol (ur. 1933)
              - Tomasz Witold (ur. 1971)

          - Karol Janusz Cezary Skórzewski-Ogiński (1897–1977)

    - Józef Michał (1798–1855)
      - Jan Makary (1821–1863)
      - Michał Leon (1824–1826)
      - Andrzej (1827–1898)
        - Kazimierz (ok. 1860-po 1906)
          - Bernard (1894–1949)
            - Olaf (ur. 1934)
              - Jan (ur. 1961)
              - Andrew (ur. 1962)
              - Peter (ur. 1965)
              - Daniel (ur. 1967)

        - Michał (1861–1925)

      - Antoni Franciszek Józef (1827)
      - Leopold Doroteusz Makary (1835– ok. 1900)
        - Stanisław Józef (1865)
        - Antoni Klemens (1866)

    - Wiktor Sebastian (1801)
    - Antoni Beniamin (1803–1855)
      - Hipolit (1830–1898)
        - Franciszek (1860–?)

## Młodsza linia (od Franciszka Skórzewskiego) – właścicieleŁabiszynaiLubostroniado 1903 roku
Ordynacja na Łabiszynie i Lubostroniu została powołana w 1903 roku przez hr. Leona Skórzewskiego dla Witolda z młodszej linii. Przez to, że fundator pominął swojego brata Kazimierza z synami, obie rodowe ordynacje znalazły się w 1913 roku w jednym ręku.
- Franciszek Andrzej (1709–1773)
  - Fryderyk Józef Andrzej (1768–1832)
    - Heliodor Jan Stanisław (1792–1858)
      - Andrzej (1830)
      - Mieczysław Franciszek Heliodor (1830–1831)
      - Stanisław Stefan (1836)

    - Arnold Franciszek (1798–1862)
      - Leon Fryderyk Walenty (1845–1903)
      - Kazimierz (1846–1894)
        - Arnold (1869–1915)
        - Stanisław Adam Wojciech (1879–1962)